# Yolanthe Cabau
Yolanthe Cabau (Ibiza, 19 maart 1985) is een Nederlands-Spaanse actrice en tv-presentatrice. Ze is ook bekend als Yolanthe Sneijder-Cabau, Yolanthe Cabau van Kasbergen en Yolanthe van Kasbergen.

## Biografie

### Jeugd
Cabau werd geboren op het Spaanse eiland Ibiza en groeide op in een bemiddeld gezin met een Spaanse vader en Nederlandse moeder. Zij heeft zeven broers en zussen, en nog vijf halfbroers en -zussen uit een eerder huwelijk van haar vader. Naar Spaans gebruik werd haar achternaam uit die van haar vader en haar moeder samengesteld: Cabau Van Kasbergen. Ze kwam op vijfjarige leeftijd met haar moeder, broers en zussen naar Nederland. Toen ze zeventien jaar oud was werd ze aangenomen bij De Trap, een Amsterdamse instelling voor kort beroepsonderwijs op het gebied van acteerkunst.

### Carrière
Ze speelde in diverse tv-programma's, zoals Costa!, Snowfever, Onderweg naar Morgen, Zwolle, Het Glazen Huis en DNA op SBS6. Ze heeft ook gespeeld in videoclips, onder andere My Special Girlfriend (van Idols-winnaar Boris), Zomervibe (van Ali B) en Wiegelied (van de Volendamse 3JS).
In 2006 speelde zij in de korte speelfilm Turkse chick. Films die volgden waren onder meer de Amerikaanse film Pain & Gain, de Turkse versie van Police Academy (2015), en de Nederlandse speelfilm F*ck de Liefde (2019).
Cabau is tevens actief op televisie, waar ze meerdere programma's heeft gepresenteerd. In 2006 begon ze met het BNN-programma URBNN, in 2007 was ze teamlid van Try Before You Die (ook van BNN), waarna ze diverse andere programma's ging presenteren, zoals Twinzz bij de TROS, Expeditie Poolcirkel op RTL 5 in 2015, De Jongens tegen de Meisjes in 2018 (als vervangster van Chantal Janzen) en Temptation Island VIPS samen met Kaj Gorgels.

### Privéleven
Cabau had relaties met bekende Nederlanders, rapper Bart Zeilstra ('Baas B.'), zanger Jan Smit en voetballer Wesley Sneijder, met wie ze trouwde en later weer brak. Met Sneijder heeft ze een zoon.

## Theater
- The Christmas Show: A Christmas Carol (2017), als Bobbie de assistente[11]

## Prijzen en nominaties
| Jaar | Prijs                            | Categorie                         | Resultaat   |
| ---- | -------------------------------- | --------------------------------- | ----------- |
| 2006 | FHM                              | De meest sexy vrouw van Nederland | Gewonnen    |
| 2007 | BNN's Hoofdprijs                 | Beste actrice                     | Gewonnen    |
| 2007 | FHM                              | De meest sexy vrouw van Nederland | Gewonnen    |
| 2007 | Beau Monde                       | Mooiste Covermodel                | Genomineerd |
| 2008 | Gouden Televizier-Ring Gala      | Televizier Talent Award           | Gewonnen    |
| 2009 | FHM                              | De meest sexy vrouw van Nederland | Gewonnen    |
| 2010 | Vereniging tegen de Kwakzalverij | Meester Kackadorisprijs           | Genomineerd |
| 2010 | Het Nieuwsblad                   | Beste WAG                         | Genomineerd |
| 2011 | Bont voor Dieren                 | Domste bontje van het jaar        | Gewonnen    |

## Trivia
- Samen met onder anderen Arjan Erkel richtte Cabau in 2008 de stichting Stop Kindermisbruik op,[15] die sinds 18 juli 2013 opereert onder de naam Free a Girl.[16]
- In juni 2006, mei 2007 en september 2009 kozen de lezers van het mannenblad FHM haar tot de meest sexy vrouw van Nederland.[17] In 2008 trok Cabau zich vrijwillig terug uit de competitie, "om andere vrouwen ook een kans te geven". Eind maart 2007 won Cabau BNN's Hoofdprijs voor beste actrice.[18]
- Cabau mocht tijdens het Eurovisiesongfestival enige malen de punten doorgeven voor Nederland.